# 村上弘
村上 弘（むらかみ ひろむ、1921年〈大正10年〉9月24日 - 2007年〈平成19年〉3月22日）は、日本の政治家。第3代日本共産党委員長（中央委員会幹部会委員長）。名誉役員。元全逓信従業員組合大阪地方協会会長。
1972年の総選挙で大阪3区（分区前）から初当選、分区後も大阪3区から衆議院議員を通算4期務めた。

## 来歴・人物
広島県因島市（現：尾道市）に、10人兄弟の5番目の子として生まれる。
逓信省逓信官吏練習所行政科を卒業。戦時中は兵士として広島にいた。1947年日本共産党入党。1948年に阪神教育事件で首謀者とされ、占領政策違反で大阪刑務所に服役、1年8ヶ月投獄される。党の50年分裂では所感派に属する。その後日本共産党大阪府委員長を務め、1972年に横田甚太郎衆議院議員の後継者として大阪3区で衆議院議員初当選。明るい革新大阪府政をつくる会の代表委員にもなった。日本共産党の国会対策委員長、政策委員会責任者、幹部会副委員長などを歴任。
1987年4月に不破哲三委員長が「心臓病」として入院すると委員長代行となり、11月の中央委員会で委員長に選出。外交面では韓国を承認し赤旗記者を派遣するなど、それまでの党の方針を改めた。しかし1989年2月、滋賀県での演説中に脳血管障害による眼筋麻痺を起こし、5月29日に委員長を辞任。宮本顕治議長は金子満広書記局長に委員長代行を兼務させたが、6月8日の第五回中央委員会総会で不破哲三副議長が委員長に再任された。委員長辞任後は、全ての党役職から退き国会議員も引退している。2007年3月22日死去。
元・衆議院議員の大森猛と大阪府議会議員団長の宮原威は元秘書。

## 略歴
- 1967年 大阪府知事選挙落選
- 1972年 衆議院議員選挙初当選（1期目）
- 1976年 幹部会副委員長就任
- 1976年 衆議院議員選挙落選
- 1979年 衆議院議員選挙当選（2期目）
- 1980年 衆議院議員選挙当選（3期目）
- 1983年 衆議院議員選挙落選
- 1986年 衆議院議員選挙当選（4期目）
- 1987年 幹部会委員長就任
- 1989年 幹部会委員長辞任
- 1990年 衆議院議員引退
- 1997年 名誉幹部会員
- 2000年 名誉役員

## エピソード
- 落選したとき旧大阪3区は人口が多かったため投票数が10万票を超え、涙の10万票とメディアに取り上げられた。また10万票以上を獲得した落選者による特別番組では旧神奈川2区で落選した小泉純一郎と討論している。
- 演説の名手と知られ、社共統一で憲法学者の黒田了一・大阪市大教授を擁立した71年春の大阪府知事選挙で「大阪がかわれば日本がかわる」という標語を生み出した。この知事選の決起集会の演説では「大阪の民主勢力には底力があります。候補者は立派です。しかし、私たちには欠けているものがあります。それは時間です。何といっても出発が立ち遅れています。スピードが決定的に重要です。全力を尽くして活動のテンポをはやめましょう」と訴え、僅差での当選を導いたと評価された。

## 著書
- 『みんなせい一ぱいの青春 : 私のあゆんだ道』共産党大阪府委員会、1972年6月。
- 『70年代政治革新への道 : 革新大阪府政の成果と課題』汐文社、1972年11月18日。NDLJP:9634447。
- 『日本と世界の進歩をめざして』新日本出版社、1989年6月。
- 『人民的議会主義と政治革新の道』刊行委員会。